# Kathleen Turner
Mary Kathleen Turner (ur. 19 czerwca 1954 w Springfield, w stanie Missouri) – amerykańska aktorka filmowa, telewizyjna i teatralna, reżyserka i producentka. Dzięki urodzie i unikatowemu, niskiemu głosowi, była jedną z największych gwiazd kina lat 80., porównywana do wcześniejszych legend kina takich jak Lana Turner czy Ava Gardner. Jej kariera uległa załamaniu w latach 90., kiedy z powodu choroby i problemów z alkoholem hollywoodzcy decydenci zdecydowali, że nie warto więcej współpracować z aktorką.

## Życiorys

### Wczesne lata
Urodziła się w Springfield w stanie Missouri w rodzinie metodystów jako córka Patsy (z domu Magee; 1923–2015) i Allena Richarda Turnera, dorastającego w Chinach dyplomaty, który przez cztery lata był więźniem Japończyków podczas II wojny światowej. Jej pradziadek był misjonarzem metodystą. Podróżowała w dzieciństwie z ojcem obejmującym placówki na Kubie, w Wenezueli i Anglii. Kiedy jej ojciec zmarł z powodu zakrzepów krwi w naczyniach w 1972, rodzina (ma dwóch braci i siostrę Susan) przeprowadziła się do Stanów Zjednoczonych.
Po ukończeniu szkoły średniej American School w Londynie w 1972 studiowała na wydziale teatru i dramatu w Central School of Speech and Drama. Uczęszczała także przez dwa lata na Southwest Missouri State University w Springfield. W 1977 ukończyła University of Maryland Baltimore County.

### Kariera
Grała na scenach studenckich i w awangardowych teatrach off-Broadwayu. Brała udział w przesłuchaniach do tytułowej roli w filmie Alicja w krainie czarów (1976), została nawet zaproszona na zdjęcia próbne, jednak ostatecznie zaangażowano Kristine DeBell. W 1979 otrzymała epizodyczną rolę Noli Aldrich w operze mydlanej NBC The Doctors. Miała za sobą kreacje teatralne w repertuarze szekspirowskim, gdy w 1981 zadebiutowała w mrocznym filmie Żar ciała (Body Heat) z Williamem Hurtem jako zmysłowa femme fatale emanująca erotyzmem, będąc jednocześnie aktorką w pełni świadomą konwencji.
Rola roztargnionej autorki ckliwych romansów, która przeżywa nieprawdopodobną przygodę w awanturniczym melodramacie Roberta Zemeckisa Miłość, szmaragd i krokodyl (Romancing the Stone, 1984) z Michaelem Douglasem i postać morderczyni na usługach mafii w brawurowym filmie Johna Hustona Honor Prizzich (Prizzi's Honor, 1985) u boku Jacka Nicholsona przyniosła jej nagrodę Złotego Globu.
Zdobytą pozycję gwiazdy kina utrwaliła nagrodą krytyków filmowych Los Angeles w filmie Kena Russella Zbrodnie namiętności (Crimes of Passion, 1984), gdzie zagrała kobietę, która co wieczór odrzuca zwyczajność swego życia, aby przemienić się w wyzywającą prostytutkę. Natomiast za rolę kobiety, która przenosi się w lata 50., aby raz jeszcze przeżyć młodość w komedii Francisa Forda Coppoli Peggy Sue wyszła za mąż (Peggy Sue Got Married, 1986) z Nicolasem Cage zdobyła nominację do Oscara dla najlepszej aktorki pierwszoplanowej.
Spotkała się ponownie na planie filmowym z Michaelem Douglasem i tworzyła z nim mistrzowski duet podczas realizacji sequelu ich pierwszego filmu Klejnot Nilu (1985) i czarnej komedii Wojna państwa Rose (The War of the Roses, 1989) – jako para małżeńska, przechodząca od miłości do nienawiści. Podkładała głos za Jessicę Rabbit, rysunkową postać w Kto wrobił królika Rogera? (1988). Proponowano jej rolę Catherine Tramell w Nagim instynkcie (1992), ale odrzuciła ją jako zbyt ryzykowną.
W 1990 za rolę Maggie w spektaklu Kotka na gorącym blaszanym dachu otrzymała Special Theatre World Award i była nominowana do Tony Award. W 1995 zajęła 73. miejsce na liście 100. najseksowniejszych gwiazd w historii filmu magazynu „Empire”. W 2001 została laureatką Nagrody Margaret Sanger.
W sitcomie NBC Przyjaciele (2001) zagrała postać Charlesa Binga, transseksualnego ojca Chandlera Binga, który został drag queen Heleną Handbasket. Wystąpiła jako Sue Collini w serialu Showtime Californication (2009).
W 2002 powróciła na scenę teatralną, odnosząc sukcesy zarówno na Broadwayu, jak i na West Endzie: najpierw jako pani Robinson w Absolwencie, a w 2005 w nagradzanej roli Marthy, zgryźliwej, nie stroniącej od kieliszka żony w Kto się boi Virginii Woolf?, zdobywając nominację do Tony Award i Drama Desk Award.
Zasiadała w jury konkursu głównego na 57. MFF w Cannes (2004).
W 2011 za rolę siostry Jamison Connelly, zgryźliwej i wulgarnej mniszki, doradczyni ds. nadużywania narkotyków z własną burzliwą przeszłością, byłą narkomanką i alkoholiczką, w przedstawieniu High zdobyła nominację do Drama League Award.
W 2006 napisała autobiografię Send Yourself Roses (Wyślij sobie róże).

## Życie prywatne
W latach 1977–1982 była w związku z agentem Davidem Gucem. W sierpniu 1984 poślubiła Jaya Weissa, z którym się rozwiodła w 2007. Mają córkę Rachel Ann Weiss (ur. 14 października 1987).
W 1992 zdiagnozowano u niej reumatoidalne zapalenie stawów, które wkrótce poważnie ograniczyło jej aktywność i na długie lata zahamowało karierę aktorską. Ostatnio, dzięki postępowi medycyny choroba zaczęła ustępować, a aktorka ponownie pojawia się na ekranie. Kathleen Turner miała opinię osoby wyjątkowo trudnej we współpracy.
W 2002 przyznała się, że ma problemy z alkoholem i przeszła kurację odwykową. Problemy te w pewnym stopniu były skutkiem ubocznym dokuczliwej choroby.

## Filmografia
| Rok  | Tytuł                                                  | Rola                                  | Reżyser                        |
| ---- | ------------------------------------------------------ | ------------------------------------- | ------------------------------ |
| 1981 | Żar ciała (Body Heat)                                  | Matty Walker                          | Lawrence Kasdan                |
| 1983 | Człowiek z dwoma mózgami (The Man with Two Brains)     | Dolores Benedict                      | Carl Reiner                    |
| 1984 | Miłość, szmaragd i krokodyl (Romancing the Stone)      | Joan Wilder                           | Robert Zemeckis                |
| 1984 | Samotny łowca (A Breed Apart)                          | Stella Clayton                        | Philippe Mora                  |
| 1984 | Zbrodnie namiętności (Crimes of Passion)               | Joanna Crane / China Blue             | Ken Russell                    |
| 1985 | Honor Prizzich (Prizzi's Honor)                        | Irene Walker                          | John Huston                    |
| 1985 | Klejnot Nilu (The Jewel of the Nile)                   | Joan Wilder                           | Lewis Teague                   |
| 1986 | Peggy Sue wyszła za mąż (Peggy Sue Got Married)        | Peggy Sue Bodell                      | Francis Ford Coppola           |
| 1987 | Julia i Julia (Julia and Julia)                        | Julia                                 | Peter Del Monte                |
| 1988 | Za kamerą (Switching Channels)                         | Christy Colleran                      | Ted Kotcheff                   |
| 1988 | Kto wrobił królika Rogera? (Who Framed Roger Rabbit)   | Jessica Rabbit (głos)                 | Robert Zemeckis                |
| 1988 | Przypadkowy turysta (The Accidental Tourist)           | Sarah Leary                           | Lawrence Kasdan                |
| 1989 | Tummy Trouble (film krótkometrażowy)                   | Jessica Rabbit (głos)                 | Rob Minkoff                    |
| 1989 | Wojna państwa Rose (The War of the Roses)              | Barbara Rose                          | Danny DeVito                   |
| 1990 | Roller Coaster Rabbit (film krótkometrażowy)           | Jessica Rabbit (głos)                 | Rob Minkoff                    |
| 1991 | Detektyw w szpilkach (V.I. Warshawski)                 | V. I. Warshawski                      | Jeff Kanew                     |
| 1993 | Blues tajniaków (Undercover Blues)                     | Jane Blue                             | Herbert Ross                   |
| 1993 | Dom z kart (House of Cards)                            | Ruth Matthews                         | Michael Lessac                 |
| 1993 | Nagi w Nowym Jorku (Naked in New York)                 | Dana Coles                            | Daniel Algrant                 |
| 1994 | W czym mamy problem? (Serial Mom)                      | Beverly R. Sutphin                    | John Waters                    |
| 1995 | Księżyc i Valentino (Moonlight and Valentino)          | Alberta Trager                        | David Anspaugh                 |
| 1997 | Proste życzenie (A Simple Wish)                        | Claudia                               | Michael Ritchie                |
| 1997 | Prawdziwa blondynka (The Real Blonde)                  | Dee Dee Taylor                        | Tom DiCillo                    |
| 1998 | Manipulacja (Legalese, TV)                             | Brenda Whitlass                       | Glenn Jordan                   |
| 1999 | Miłość i śmierć w Chicago (Love and Action in Chicago) | Middleman                             | Dwayne Johnson-Cochran         |
| 1999 | Przekleństwa niewinności (The Virgin Suicides)         | Pani Lisbon                           | Sofia Coppola                  |
| 1999 | Geniusze w pieluchach (Baby Geniuses)                  | Elena Kinder                          | Bob Clark                      |
| 2000 | Kopciuszek (Cinderella, TV)                            | Claudette                             | Beeban Kidron                  |
| 2000 | Książę z Central Parku (Prince of Central Park)        | Rebecca Cairn                         | John Leekley                   |
| 2000 | Piękna (Beautiful)                                     | Verna Chickle                         | Sally Field                    |
| 2006 | Straszny dom (Monster House)                           | Constance (głos)                      | Gil Kenan                      |
| 2008 | Marley i Ja (Marley & Me)                              | Panna Kornblut                        | David Frankel                  |
| 2011 | The Perfect Family                                     | Eileen Cleary                         | Anne Renton                    |
| 2013 | Nurse 3D                                               | Betty Watson, przełożona pielęgniarek | Doug Aarniokoski               |
| 2014 | Głupi i głupszy bardziej (Dumb and Dumber To)          | Fraida Felcher                        | Bobby Farrelly, Peter Farrelly |